# Zodarion soror
Zodarion soror là một loài nhện trong họ Zodariidae.
Loài này thuộc chi Zodarion. Zodarion soror được Eugène Simon miêu tả năm 1873.